# 44 (getal)
44 is het natuurlijke getal volgend op 43 en voorafgaand aan 45.

## In de wiskunde
Vierenveertig is een tribonaccigetal en een octaëdrisch getal.

Het is het aantal permutaties van vijf elementen waarbij geen enkel element op de oorspronkelijke positie terechtkomt.

## In natuurwetenschap
- 44 is het atoomnummer van het scheikundig element ruthenium (Ru).

## Overig
Vierenveertig is ook:
- het landnummer voor internationale telefoongesprekken naar het Verenigd Koninkrijk;
- het jaar A.D. 44;

## Noot
1. ↑  Zie: OEIS, Octahedral numbers, A005900. Gearchiveerd op 24 maart 2023.